# Villamayor de Gállego
Villamayor de Gállego è un comune spagnolo di circa 2.900 abitanti (2012) situato nella comunità autonoma dell'Aragona. Appartiene alla comarca ed alla provincia di Saragozza, città dalla quale dista circa 10 km
Il comune è stato indipendente fino al 1912, quando si è fuso con Saragozza sotto il nome di Villamayor. Dopo aver tentato inutilmente di segregarsi da Saragozza (nel 1920 e nel corso degli anni sessanta del Novecento), tornò a costituirsi in municipio autonomo il 25 gennaio 2006 , recuperando ufficialmente la denominazione che aveva assunto  il 2 luglio 1916 di Villamayor de Gállego